# Mario Rosas
Mario Rosas, född 14 januari 1927, är en friidrottare från Colombia. Han deltog vid olympiska sommarspelen 1948.